# Chris Tancill
Christopher William „Chris“ Tancill (* 7. Februar 1968 in Livonia, Michigan) ist ein ehemaliger US-amerikanischer Eishockeyspieler, der im Verlauf seiner aktiven Karriere zwischen 1986 und 2004 unter anderem 134 Spiele für die Hartford Whalers, Detroit Red Wings, Dallas Stars und San Jose Sharks in der National Hockey League (NHL) auf der Position des rechten Flügelstürmers bestritten hat. Darüber hinaus absolvierte Tancill weitere 300 Partien für den EHC Kloten, EV Zug und SC Rapperswil-Jona in der Schweizer Nationalliga A (NLA).

## Karriere
Tancill spielte zunächst vier Jahre von 1986 bis 1990 an der University of Wisconsin–Madison in der Western Collegiate Hockey Association (WCHA) der National Collegiate Athletic Association (NCAA). In seiner letzten Saison dort führte er das Team zum Gewinn der Collegemeisterschaft und wurde zum Most Valuable Player der Endturnieres gekürt.
Nachdem der US-Amerikaner bereits im NHL Supplemental Draft 1989 von den Hartford Whalers aus der National Hockey League (NHL) ausgewählt worden war, unterschrieb er zur Saison 1990/91 seinen ersten Profivertrag in Hartford. Er spielte aber, mit Ausnahme von neun Spielen in der NHL, zumeist in der American Hockey League (AHL) bei den Springfield Indians, dem Farmteam der Whalers, mit dem er am Ende der Saison den Calder Cup gewann. Nach einem Wechsel im Tausch für Daniel Shank zu den Detroit Red Wings im Dezember 1991 spielte er auch dort im Farmteam, den Adirondack Red Wings, und gewann – wie bereits im Vorjahr – erneut den Calder Cup. Zudem wurde er ins First All-Star Team der Liga berufen. In der NHL kam er während der zwei Jahre bei den Red Wings nur fünfmal zum Einsatz. Da sein Vertrag nach der Spielzeit 1992/93 ausgelaufen war, wechselte er im Sommer 1993 als Free Agent für ein Jahr zu den Dallas Stars, wo er sich wiederum nicht im NHL-Kader einen Stammplatz erarbeiten konnte. Es folgte der erneute Wechsel auf Free-Agent-Basis zu den San Jose Sharks. Dort kam er in den folgenden drei Spielzeiten regelmäßiger zum Einsatz und bestritt 96 seiner insgesamt 134 NHL-Spiele, war aber auch immer wieder im Kader der Farmteams der Sharks zu finden. Im Sommer 1997 kehrte der rechte Flügelstürmer zu den Dallas Stars, wo ihm erneut nur ein Platz im Farmteam-Kader blieb.
Nach der enttäuschenden Saison 1997/98 wechselte Tancill nach Europa, um für den EHC Kloten in der Schweizer Nationalliga A (NLA) zu spielen. Weitere Stationen waren in den folgenden Jahren der EV Zug und der SC Rapperswil-Jona, ehe er seine Karriere nach sechs Jahren in der Schweiz im Sommer 2004 beendete. Anschließend wurde der 36-Jährige in die Swiss Ice Hockey Hall of Fame aufgenommen.

### International
Tancill nahm mit der US-amerikanischen Nationalmannschaft an den Weltmeisterschaften der Jahre 1996, 1997 und 2000 teil. Dabei gewann er bei der Weltmeisterschaft 1996 die Bronzemedaille nach einem Sieg über Russland im Spiel um den dritten Platz.

## Erfolge und Auszeichnungen
| - 1988 Broadmoor-Trophy-Gewinn mit der University of Wisconsin–Madison - 1990 Broadmoor-Trophy-Gewinn mit der University of Wisconsin–Madison - 1990 NCAA-Division-I-Championship mit der University of Wisconsin–Madison - 1990 NCAA Championship All-Tournament Team - 1990 NCAA Championship Tournament Most Valuable Player - 1991 Calder-Cup-Gewinn mit den Springfield Indians - 1992 Calder-Cup-Gewinn mit den Adirondack Red Wings | - 1992 AHL First All-Star Team - 1993 Bester Torschütze der AHL - 1993 AHL First All-Star Team - 2000 Bester Torschütze der NLA-Hauptrunde - 2000 NLA Most Valuable Player - 2004 Aufnahme in die Swiss Ice Hockey Hall of Fame |

### International
- 1996 Bronzemedaille bei der Weltmeisterschaft

## Karrierestatistik

### International
Vertrat die USA bei:
- Weltmeisterschaft 1996
- Weltmeisterschaft 1997
- Weltmeisterschaft 2000

(Legende zur Spielerstatistik: Sp oder GP = absolvierte Spiele; T oder G = erzielte Tore; V oder A = erzielte Assists; Pkt oder Pts = erzielte Scorerpunkte; SM oder PIM = erhaltene Strafminuten; +/− = Plus/Minus-Bilanz; PP = erzielte Überzahltore; SH = erzielte Unterzahltore; GW = erzielte Siegtore; 1 Play-downs/Relegation; Kursiv: Statistik nicht vollständig)